# Canard de Rouen français
Le Canard de Rouen français, anciennement appelé Rouen clair, est une race de canard élevée en Normandie depuis de longues années. Il est issu de la sélection du canard colvert en vue d'augmenter sa masse. Ses couleurs sont presque identiques au canard colvert. On distingue le Canard de Rouen français du Canard de Rouen anglais, ce dernier étant issu de la sélection du premier par les éleveurs anglais.

## Description
Le canard de Rouen français est issu de l’amélioration du canard colvert par la sélection. Cette sélection débuta dans la région de Rouen à la fin du XIXe siècle, aboutissant sur des canards d’environ 3,5 kg. Mais il fut très rapidement supplanté par d’autres races. De 1910 à 1920, sous l’impulsion d’un éleveur nommé René Garry, l’amélioration de ce canard est reprise avec des croisements avec le canard colvert. On obtient des animaux de 4,5 kg. Le standard de la race est adopté en 1923.
La cane pond des œufs à coquille verdâtre très claire, au minimum de 80g. Le Rouen français est apprécié pour sa chair savoureuse. C’est un de nos meilleurs canards de rapport.

## Diffusion
Le canard de Rouen français est très rare à l'étranger. Il est inscrit à la liste des animaux concernés par le conservatoire des races normandes et du Maine.

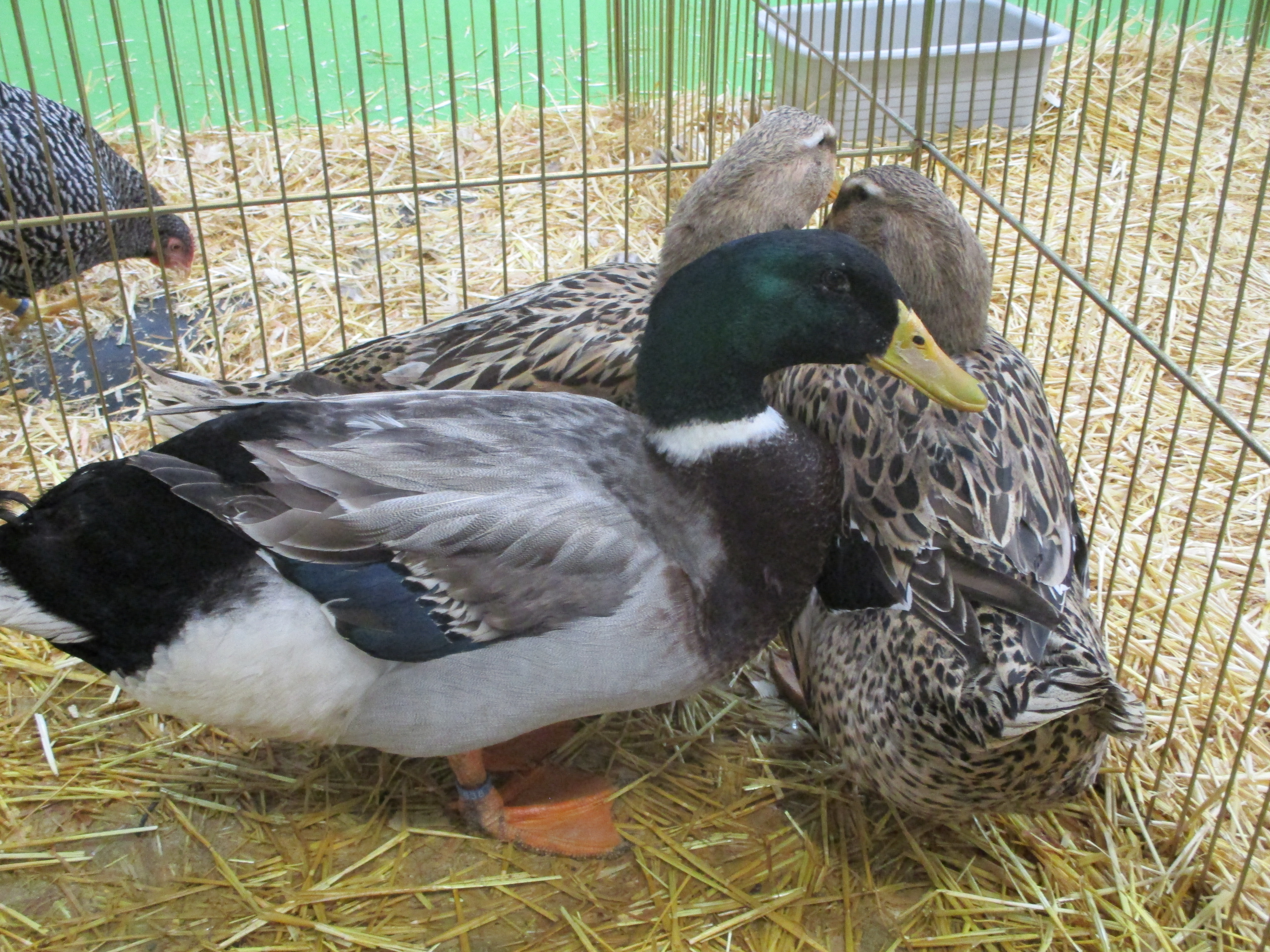
Trio de canards de Rouen français